# Ciornokunți, Iavoriv
Ciornokunți (în ucraineană Чорнокунці) este un sat în comuna Vijomlea din raionul Iavoriv, regiunea Liov, Ucraina.

## Demografie
Componența lingvistică a localității Ciornokunți
     Ucraineană (100%)
Conform recensământului din 2001, toată populația localității Ciornokunți era vorbitoare de ucraineană (100%).